# Sam Mitchell
Samuel E. Mitchell, Jr. (nacido el 2 de septiembre de 1963 en Columbus, Georgia) es un exjugador y entrenador de baloncesto estadounidense que disputó 13 temporadas en la NBA. Con 1,98 metros, jugaba en la posición de alero.

## Trayectoria profesional

### Universidad
Jugó durante 4 temporadas con los Bears de la modesta Universidad de Mercer, en los que promedió 17,8 puntos y 6,3 rebotes por partido.

### Profesional
Fue elegido por los Houston Rockets en la séptima posición de la tercera ronda del Draft de la NBA de 1985 (54.º puesto total), pero el equipo tejano no contó con él, por lo que firmó por los Wisconsin Flyers de la CBA. Ese mismo año fue  traspasado a los Tampa Bay Flash de la liga USBL. Volvió a Houston, pero, sin llegar a jugar, fue traspasado a Rapid City Thrillers, de nuevo en la CBA.
En 1987 dio el salto a Europa, jugando dos temporadas en el Montpellier de la liga de baloncesto de Francia, y no fue hasta la temporada 1989-90, ya con 26 años, cuando por fin llegó a la NBA, firmando por Minnesota Timberwolves. Allí permaneció 3 temporadas con unos buenos números (promedió 13,3 puntos y 6 rebotes por partido), siendo traspasado a Indiana Pacers junto con Pooh Richardson a cambio de Chuck Person y Micheal Williams. Tras 3 temporadas, regresó a los Wolves, donde permaneció 7 temporadas más, para retirarse al acabar la temporada 2001-02 con 38 años. En sus 13 temporadas en la NBA promedió 8,7 puntos y 3,7 rebotes.

## Estadísticas de su carrera en la NBA

### Temporada regular
| Año     | Equipo    | PJ  | PT  | MPP  | %TC  | %3P  | %TL  | RPP | APP | ROB | TPP | PPP  |
| ------- | --------- | --- | --- | ---- | ---- | ---- | ---- | --- | --- | --- | --- | ---- |
| 1989-90 | Minnesota | 80  | 30  | 30.2 | .446 | .000 | .768 | 5.8 | 1.1 | .8  | .7  | 12.7 |
| 1990-91 | Minnesota | 82  | 60  | 38.1 | .441 | .000 | .775 | 6.3 | 1.6 | .8  | .7  | 14.6 |
| 1991-92 | Minnesota | 82  | 63  | 26.2 | .423 | .182 | .786 | 5.8 | 1.1 | .6  | .5  | 10.1 |
| 1992-93 | Indiana   | 81  | 1   | 17.3 | .445 | .174 | .811 | 3.1 | .9  | .3  | .1  | 7.2  |
| 1993-94 | Indiana   | 75  | 18  | 14.5 | .458 | .000 | .745 | 2.5 | .9  | .4  | .1  | 4.8  |
| 1994-95 | Indiana   | 81  | 12  | 17.0 | .487 | .100 | .724 | 3.0 | .8  | .5  | .2  | 6.5  |
| 1995-96 | Minnesota | 78  | 42  | 27.5 | .490 | .056 | .814 | 4.3 | .9  | .6  | .3  | 10.8 |
| 1996-97 | Minnesota | 82  | 5   | 25.0 | .446 | .160 | .759 | 4.0 | 1.0 | .6  | .2  | 9.3  |
| 1997-98 | Minnesota | 81  | 33  | 27.6 | .464 | .349 | .832 | 4.8 | 1.3 | .8  | .3  | 12.3 |
| 1998-99 | Minnesota | 50  | 20  | 26.9 | .408 | .237 | .764 | 3.6 | 2.0 | .7  | .3  | 11.2 |
| 1999-00 | Minnesota | 66  | 24  | 18.6 | .447 | .237 | .764 | 2.1 | 1.7 | .4  | .2  | 6.5  |
| 2000-01 | Minnesota | 82  | 4   | 12.0 | .408 | .209 | .727 | 1.5 | .7  | .3  | .1  | 3.5  |
| 2001-02 | Minnesota | 74  | 10  | 9.8  | .432 | .286 | .776 | 1.1 | .6  | .2  | .1  | 3.3  |
| Total   | Total     | 994 | 322 | 22.4 | .447 | .223 | .784 | 3.7 | 1.1 | .6  | .3  | 8.7  |

### Playoffs
| Año   | Equipo    | PJ | PT | MPP  | %TC  | %3P  | %TL   | RPP | APP | ROB | TPP | PPP  |
| ----- | --------- | -- | -- | ---- | ---- | ---- | ----- | --- | --- | --- | --- | ---- |
| 1993  | Indiana   | 4  | 0  | 6.3  | .625 | –    | 1.000 | .3  | .0  | .0  | .0  | 3.0  |
| 1994  | Indiana   | 15 | 0  | 6.6  | .346 | .000 | .750  | 1.1 | .3  | .1  | .1  | 1.4  |
| 1995  | Indiana   | 17 | 0  | 13.1 | .359 | .000 | .786  | 2.8 | .4  | .2  | .1  | 4.0  |
| 1997  | Minnesota | 3  | 0  | 15.7 | .462 | –    | .625  | 2.3 | .3  | .3  | .3  | 5.7  |
| 1998  | Minnesota | 5  | 5  | 35.4 | .448 | .214 | .895  | 5.4 | 1.6 | .2  | .2  | 14.4 |
| 1999  | Minnesota | 4  | 1  | 32.8 | .375 | .167 | .750  | 3.5 | 1.5 | .3  | .5  | 10.0 |
| 2000  | Minnesota | 4  | 0  | 17.0 | .500 | .400 | 1.000 | 1.8 | .5  | .0  | .3  | 5.8  |
| 2001  | Minnesota | 4  | 0  | 12.5 | .200 | .000 | 1.000 | 1.8 | .8  | .3  | .0  | 1.5  |
| 2002  | Minnesota | 3  | 2  | 11.5 | .333 | –    | 1.000 | .7  | 1.0 | .3  | .3  | 2.7  |
| Total | Total     | 59 | 8  | 14.5 | .398 | .207 | .813  | 2.2 | .6  | .2  | .2  | 4.5  |

### Entrenador
Tras retirarse, al año siguiente fue nombrado entrenador asistente de los Milwaukee Bucks, pasando por el mismo cargo en los Charlotte Bobcats hasta firmar un contrato de 4 años con Toronto Raptors, donde fue nombrado Entrenador del Año de la NBA en la temporada 2006-07. A inicios de diciembre de 2008 después de llevar a los Raptors a un récord de 8-9 en el comienzo de la temporada 2008-09, Mitchell fue relevado de sus funciones como entrenador del equipo. El entrenador asistente Jay Triano se hizo cargo del equipo como entrenador interino.
El 19 de julio de 2010 fue contratado como asistente del entrenador de los New Jersey Nets. El 6 de diciembre de 2011, los Nets contrataron a P.J. Carlesimo y a Mario Elie como nuevos entrenadores asistentes, con esas contrataciones Mitchell fue asignado a una posición de scout.
El 16 de junio de 2014 fue contratado como entrenador asistente de los Minnesota Timberwolves.
El 25 de septiembre de 2015 se convirtió en el entrenador interino de los Timberwolves mientras Flip Saunders se recupera de Linfoma de Hodgkin.
En la temporada 2015/2016, contando en sus filas con un talentoso equipo, realiza un horrible trabajo como entrenador, llevando a su equipo a ser uno de los peores de la competición.

#### Trayectoria como entrenador
| Equipo | Año     | Temporada regular | Temporada regular | Temporada regular | Temporada regular | Temporada regular        | Play-offs | Play-offs | Play-offs   | Play-offs |
| Equipo | Año     | Partidos          | G                 | P                 | % victorias       | Total                    | G         | P         | % victorias | Resultado |
| ------ | ------- | ----------------- | ----------------- | ----------------- | ----------------- | ------------------------ | --------- | --------- | ----------- | --------- |
| TOR    | 2004-05 | 82                | 33                | 49                | .402              | 4º en División Atlántico | -         | -         | -           | -         |
| TOR    | 2005-06 | 82                | 27                | 55                | .329              | 4º en División Atlántico | -         | -         | -           | -         |
| TOR    | 2006-07 | 82                | 47                | 35                | .573              | 1º en División Atlántico | 2         | 4         | .333        | 1.ª Ronda |
| TOR    | 2007-08 | 82                | 41                | 41                | .500              | 2º en División Atlántico | 1         | 4         | .200        | 1.ª Ronda |
| TOR    | 2008-09 | 17                | 8                 | 9                 | .471              | (despedido)              | -         | -         | -           | -         |
| Total  | Total   | 345               | 156               | 189               | .452              |                          | 3         | 8         | .273        |           |